# Tigerland
Pour plus de détails, voir Fiche technique et Distribution.
Tigerland est un film de guerre américain réalisé par Joel Schumacher et sorti en 2000.
Malgré des critiques globalement positives, le film est un échec total au box-office.

## Synopsis

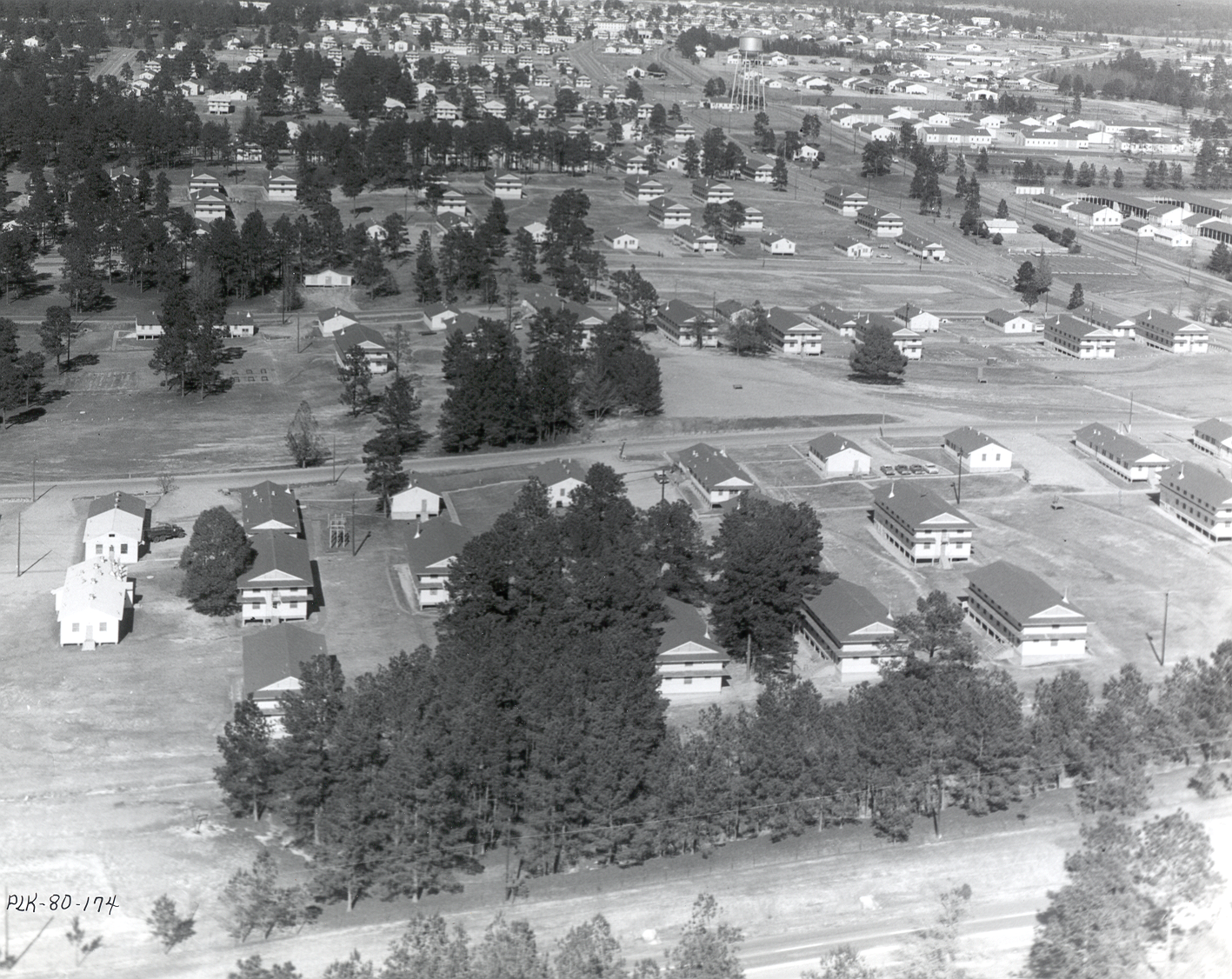
Vue aérienne de Fort Polk dans les années 1940

Septembre 1971. Alors que l'opinion publique américaine se montre de plus en plus hostile à la poursuite de la guerre au Viêt Nam, des milliers de jeunes gens poursuivent leur instruction en Louisiane à Fort Polk, surnommé « Tigerland  ». Les conditions rappellent celle du sud du Viêt Nam. Le spectre de la bataille plane au-dessus des hommes de la compagnie A, seconde section. Tous savent qu'ils monteront au front. Le 2e classe Jim Paxton espère que cette expérience nourrira son inspiration littéraire. Timide, Miter entend prouver qu'il est un homme. Fataliste, Cantwell, se borne à attendre l'inévitable. Wilson, lui, est impatient de monter à l'assaut.

## Fiche technique
Sauf indication contraire, les informations mentionnées dans cette section peuvent être confirmées par la base de données cinématographiques IMDb,  présente dans la section « Liens externes ».
- Titre original et francophone : Tigerland
- Réalisation : Joel Schumacher
- Scénario : Ross Klavan et Michael McGruther
- Musique : Nathan Larson
- Montage : Mark Stevens
- Photographie : Matthew Libatique
- Décors : Andrew Laws
- Costumes : Thomas Stokes
- Direction artistique : Stephanie Girard
- Production : Beau Flynn, Steven Haft, Arnon Milchan, Eli Richbourg (producteur associé)

Production déléguée : Ted Kurdyla
- Sociétés de production : Haft Entertainment, KirchMedia et New Regency Pictures
- Sociétés de distribution : 20th Century Fox, UGC Fox Distribution (France)
- Pays d'origine :  États-Unis
- Langue originale : anglais
- Format : couleur, 35 mm et 16 mm, 1,85:1
- Genre : drame, guerre
- Durée : 100 minutes
- Dates de sortie : 
  - États-Unis : 6 octobre 2000
  - France : 30 mai 2001
- Classification[1] :
  - États-Unis : R - Restricted
  - France : tous publics

## Distribution
- Colin Farrell (VF : Boris Rehlinger) : Pvt. Roland Bozz
- Matthew Davis (VF : Didier Cherbuy) : Pvt. Jim Paxton
- Clifton Collins Jr. (VF : Damien Witecka) : Pvt. Miter
- Tom Guiry (en) (VF : Taric Mehani) : Pvt. Cantwell
- Shea Whigham (VF : Éric Herson-Macarel) : Pvt. Wilson
- Russell Richardson (VF : Lucien Jean-Baptiste) : Pvt. Johnson
- Nick Searcy (VF : Philippe Catoire) : le capitaine Saunders
- Afemo Omilami (VF : Saïd Amadis) : le sergent de 1re classe Ezra Landers
- James G. MacDonald (VF : Bruno Dubernat) : le staff sergeant Thomas
- Keith Ewell : le sergent Oakes
- Matt Gerald : le sergent Eveland
- Cole Hauser (VF : Jérôme Keen) : le staff sergeant Cota
- Stephen Fulton : le sergent Drake
- Tyler Cravens : le sergent de la police militaire
- Michael Edmiston : le chauffeur Hit the Brakes!
- Arian Waring Ash : Sheri
- Tory Kittles : Ryan
- Michael Shannon : le sergent Filmore

## Production
Le scénariste Ross Klavan s'est inspiré de sa propre expérience à Fort Polk où il a suivi l'Entraînement Avancé de l'Infanterie en 1971 comme réserviste :

« Tigerland est inspiré de la réalité, de ce que j'ai vécu durant mon propre entraînement. Si vous accomplissiez avec succès l'E.A.I. à Tigerland, vous étiez bon pour le Vietnam. (…) L'humeur était au fatalisme. Le patriotisme ne comptait pas beaucoup. Les gars y allaient parce qu'ils n'avaient pas le choix. »

— Ross Klavan
Le tournage a lieu de janvier à mars 2000. Il se déroule en Floride, notamment au Camp Blanding de Starke et à Jacksonville.
Après un entrainement intensif de deux semaines, sur le tournage, les acteurs sont privés sur luxe habituel de ce genre production : pas de caravane, pas de maquillage, de coiffeurs et même pas de chaises. Par ailleurs, Joel Schumacher a voulu un style visuel proche du Dogme95, qu'il a découvert lors de la tournée promotionnelle scandinave de 8 millimètres. Avec son directeur de la photographie Matthew Libatique, il prône une approche proche du documentaire : tournage en 16 mm avec des « caméras au poing », sans trepieds ni charriots de travelling.

## Accueil
Le film reçoit des critiques globalement positives. Sur l'agrégateur américain Rotten Tomatoes, il récolte 77% d'opinions favorables pour 47 critiques et une note moyenne de 7⁄10. Sur Metacritic, il obtient une note moyenne de 55⁄100 pour 14 critiques.
En France, le film obtient une note moyenne de 3,4⁄5 sur le site AlloCiné, qui recense 15 titres de presse.
Malgré ces critiques plutôt positives, le film ne décolle pas au box-office. En Amérique du Nord, il ne récolte que 139 692 $. En France, il n'attire que 33 172 spectateurs en salles.

## Distinctions
Source : Internet Movie Database

### Récompenses
- Boston Society of Film Critics Awards 2000 : meilleur acteur pour Colin Farrell
- London Film Critics Circle Awards 2002 : meilleure révélation britannique pour Colin Farrell

### Nominations
- Boston Society of Film Critics Awards 2000 : meilleure photographie
- Film Independent's Spirit Awards 2001 : meilleur acteur dans un second rôle pour Cole Hauser et meilleur premier scénario
- Online Film & Television Association 2001 : meilleure révélation masculine pour Colin Farrell
- Political Film Society Awards 2001 : catégorie « exposé »

## Commentaire
Le massacre de Mỹ Lai est évoqué dans le film. Survenue durant la guerre du Viêt Nam, cette tuerie fut menée le 16 mars 1968 par des soldats américains contre des civils vietnamiens, dont beaucoup de femmes et d'enfants, dans le hameau de Mỹ Lai. L'indignation que soulèvera ce massacre, lorsqu'il fut révélé un an et demi plus tard par un reportage du magazine Life, sera le point de départ d'un scandale international favorisant la montée du pacifisme aux États-Unis.